# Colli del Trasimeno Grechetto
 (mai 2023).
Si vous disposez d'ouvrages ou d'articles de référence ou si vous connaissez des sites web de qualité traitant du thème abordé ici, merci de compléter l'article en donnant les références utiles à sa vérifiabilité et en les liant à la section « Notes et références ».
Le Colli del Trasimeno Grechetto est un vin blanc de la région Ombrie doté d'une appellation DOC depuis le 13 janvier 1972. Seuls ont droit à la DOC les vins récoltés à l'intérieur de l'aire de production définie par le décret. 

## Aire de production
Les vignobles autorisés se situent en province de Pérouse près du Lac Trasimène dans les communes de Castiglione del Lago, Città della Pieve, Paciano, Piegaro, Panicale, Pérouse, Corciano, Magione, Passignano sul Trasimeno et Tuoro sul Trasimeno.

## Caractéristiques organoleptiques
- Couleur : jaune paille plus ou moins intense tendant vers un jaune doré après vieillissement.
- Odeur : légèrement vineux, délicat.
- Saveur : sec ou demi-sec, velouté, légèrement amer (amarognolo), fruité, harmonique

Le Colli del Trasimeno Grechetto se déguste à une température de 10 à 12 °C et il se garde un à deux ans.

## Production
Province, saison, volume en hectolitres :  pas de données disponibles 